# Шишкино (Уржумский район)
Шишкино — деревня в составе Большеройского сельского поселения Уржумского района Кировской области.

## Население
По данным всероссийской переписи 2010 года, численность населения деревни составляла 18 человек (мужчины — 11, женщины — 7).

## Известные уроженцы
В деревне родился художник Кондрат Евдокимович Максимов.